# Pleurothallis hjertingii
Pleurothallis hjertingii är en orkidéart som beskrevs av Carlyle August Luer. Pleurothallis hjertingii ingår i släktet Pleurothallis och familjen orkidéer.
Artens utbredningsområde är Peru. Inga underarter finns listade i Catalogue of Life.